# Mai 1867

## Événements
- 11 mai : à la Conférence de Londres, Napoléon III se voit refuser le duché de Luxembourg (en compensation pour sa neutralité pendant la guerre austro-prussienne). Le Luxembourg devient indépendant et neutre sous la garantie des puissances.

- 15 mai :
  - Monseigneur Charles Lavigerie devient évêque d'Alger. Il était précédemment à Nancy. Il souhaite évangéliser l’Algérie, projet qui rencontre l’opposition de l’empereur et, sur le terrain, de l’armée. Il va fonder deux ordres de missionnaires : les Pères blancs et les Sœurs missionnaires d'Afrique, qui ouvrent dispensaires et orphelinats à travers le pays. Il veut aussi ramener les Berbères au christianisme qu’ils avaient abandonné à partir du VIIe siècle pour l’islam.
  - La révolte républicaine conduit par Benito Juárez (1867-1872) renverse Maximilien Ier du Mexique.

- 20 mai : la reine Victoria pose la première pierre du futur Royal Albert Hall dessiné par Francis Fowke et H.Y. Darracott Scott.

- 22 mai : la reine Victoria donne son assentiment royal à l'acte de l'Amérique du Nord britannique.

- 28 mai : début du règne de Kofi Kakari, asantehene des Ashantis (déposé en 1874).
- Maurice Joly sort après 15 mois de détention de la prison Sainte-Pélagie à Paris. Il avait été inculpé et condamné par le tribunal correctionnel de la Seine pour « excitation à la haine et au mépris du gouvernement » pour la publication et la diffusion depuis la Belgique de son dialogue philosophique pamphlétaire Dialogue aux enfers entre Machiavel et Montesquieu (1864) visant le Second Empire de Napoléon III.

## Naissances
- 1er mai : Louis François Cabanes, peintre français († 31 juillet 1947).
- 7 mai : Władysław Reymont, prix Nobel de littérature polonais en 1924 († 5 décembre 1925).
- 14 mai :
  - Pepete (José Rodríguez Davié), matador espagnol († 13 septembre 1899).
  - Adam Stefan Sapieha, cardinal polonais, archevêque de Cracovie († 21 juillet 1951).
- 15 mai : Hjalmar Johansen, explorateur polaire norvégien († 9 janvier 1913).
- 17 mai : Georgette Agutte, peintre et sculptrice française († 6 septembre 1922).

## Décès
- 9 mai : Jacques-Joseph Champollion dit Champollion-Figeac, archéologue et égyptologue français (° 5 octobre 1778)